# Ватарасе-Юсуити
Ватарасе-Юсуити (яп. 渡良瀬遊水地) — крупнейшее в Японии паводкоаккумулирующее водохранилище. Располагается на юге префектуры Тотиги. Образуется системой гидротехнических сооружений в низовьях крупнейшего притока Тоне — Ватарасе, в месте его слияния с реками Ята, Удзума и Омои.
Площадь водной поверхности водохранилища может достигать 33 км², а объём аккумулируемой воды — 200 млн м³.
С июля 2012 года территория водохранилища площадью 28,61 км² включена в перечень водно-болотных угодий международного значения, подпадающих под действие Рамсарской конвенции.